# Ernst Petzold
Ernst Gottfried Petzold (* 27. März 1930 in Leipzig; † 21. Januar 2017 in Berlin) war ein deutscher evangelisch-lutherischer Theologe, Pfarrer, Oberkirchenrat und Direktor des Diakonischen Werkes in der DDR.

## Leben
Petzold besuchte die Thomasschule zu Leipzig und war von 1940 bis 1948 Mitglied des Thomanerchors unter Günther Ramin. Noch bis zum Frühjahr 1951 sang er als Gast im Thomanerchor.
Nach seinem Abitur studierte er zwischen 1948 und 1953 Evangelische Theologie an der Universität Leipzig. Er wirkte als Pfarrer in Mutzschen-Ragewitz und Meißen (St. Afra). Ab 1965 war er Leiter des Landeskirchlichen Amtes für Innere Mission und Bevollmächtigter des Hilfswerks der Evangelisch-Lutherischen Landeskirche Sachsens. 1976 übernahm er das Amt des Direktors des Diakonischen Werkes der Evangelischen Kirchen in der DDR. 1981 wurde er mit der Dissertation Eschatologie als Impuls und als Korrektiv für den Dienst der rettenden Liebe, dargestellt an der Theologie Johann Hinrich Wicherns zum Dr. theol. promoviert. Von 1991 bis 1995 war er Vizepräsident des Diakonischen Werkes der EKD mit Dienstsitz in Berlin. Von 1988 bis 1992 war er Präsident des Internationalen Verbandes für Innere Mission und Diakonie (ab 1989 Europäischer Verband für Diakonie).
In Petzolds Amtszeit als Direktor der Diakonie in der DDR fallen der Ausbau des Diakonischen Qualifizierungszentrums, das eigene, staatlich anerkannte diakonische Berufsabschlüsse ermöglichte, und die Zusammenfassung der von den westdeutschen Kirchen unterstützten Planungs-, Beschaffungs- und Baumaßnahmen der ostdeutschen Diakonie in einem eigenen Bauberatungs- und Planungsbüro des Diakonischen Werkes in der DDR.
Petzold war der Vater von Kammersänger Martin Petzold (1955–2023).

## Schriften
- Der missionarische Charakter der Diakonie, in: Theodor Schober / Horst Seibert (Hrsg.): Theologie – Prägung und Deutung der kirchlichen Diakonie (FS Hans-Christoph von Hase zum 75. Geb.), Stuttgart 1982, S. 202–205.
- Eschatologie als Impuls und Korrektiv für den Dienst der rettenden Liebe, dargestellt an der Theologie Johann Hinrich Wicherns, Reutlingen 1995.
- Diakonie als Wesens- und Lebensäußerung der Kirche und als Spitzenverband der Freien Wohlfahrtspflege in Deutschland, in: Theodor Strohm (Hrsg.): Diakonie in Europa. Ein internationaler und ökumenischer Forschungsaustausch, Heidelberg 1997, S. 319–338.
- Eingeengt und doch in Freiheit. Diakonie der evangelischen Kirchen in der DDR, in: Jochen-Christoph Kaiser (Hrsg.): Soziale Arbeit in historischer Perspektive. Zum Geschichtlichen Ort der Diakonie in Deutschland. Festschrift für Helmut Talazko zum 65. Geburtstag, Stuttgart [u. a.] 1998, S. 152–190.
- Theologie der Diakonie in der DDR, in: Ingolf Hübner / Jochen-Christoph Kaiser (Hrsg.): Diakonie im geteilten Deutschland. Zur diakonischen Arbeit unter den Bedingungen der DDR und der Teilung Deutschlands, Stuttgart [u. a.] 1999, S. 223–237.
- "Dienstgemeinschaft im wahrsten Sinne des Wortes". Die Diakonie als Brückenbauer auf nationaler Ebene, in: Diakonische Partnerschaften im geteilten Deutschland. Zeitzeugenberichte und Reflexionen, hrsg. v. Diakonischen Werk der EKD, Leipzig 2012, S. 55–59.